# Robert Grzanka (piłkarz)
Robert Grzanka (ur. 6 września 1962 w Warszawie) – polski piłkarz występujący na pozycji pomocnika, wychowanek klubu Mazur Karczew. W 1981 roku wraz z kolegą klubowym z Motoru Lublin, Modestem Boguszewskim, zdobył w RFN wicemistrzostwo Europy U-18. Uczestnik Mistrzostw Świata U-20 w 1981 w Australii.

## Sukcesy
- 1988 – Mistrzostwo Polski z Górnikiem Zabrze
- 1987 – Puchar Polski ze Śląskiem Wrocław
- 1988 – Superpuchar Polski z Górnikiem Zabrze